# キッシー (シエラレオネ)
キッシー（Kissy）はシエラレオネの首都フリータウンの東端に位置する地区である。キッシーは合同メソジスト教会衛生産科院やシエラレオネ精神科病院など、さまざまな医療サービスがあることで知られている。またキッシーには、500人を超えるリベリアからの難民が避難している。キッシーには「キッシー・ロード聖三位一体教会」や、聖三位一体教会「キッシー・ロード」がある。後者の「キッシー・ロード」は1999年に反政府武装集団「革命統一戦線」の手によって焼失させられたが、後の修復プロジェクトで再建された。また「キッシー・ロード」は学校経営も行っていた。

## 歴史

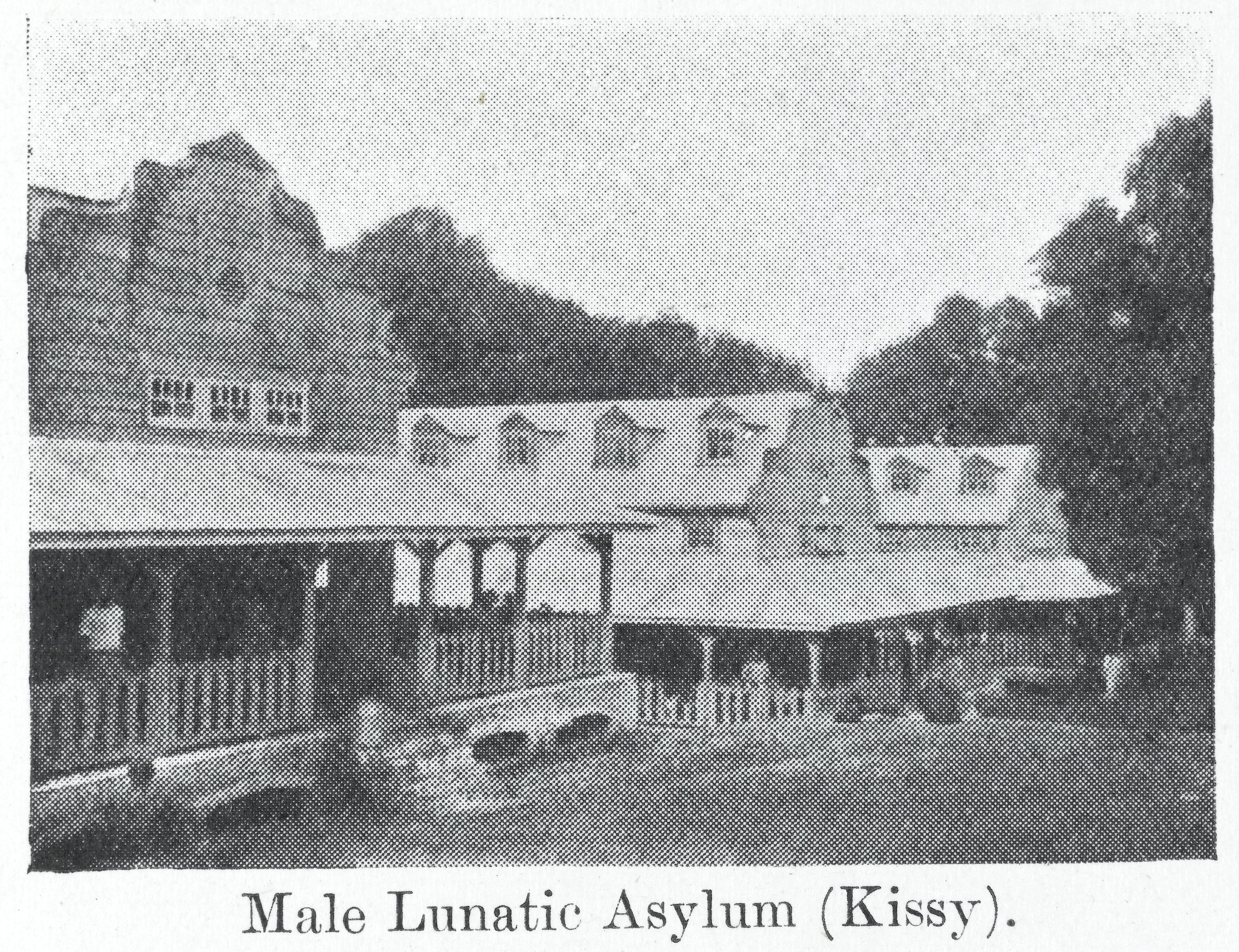
キッシーの精神病アサイラム（男子棟）

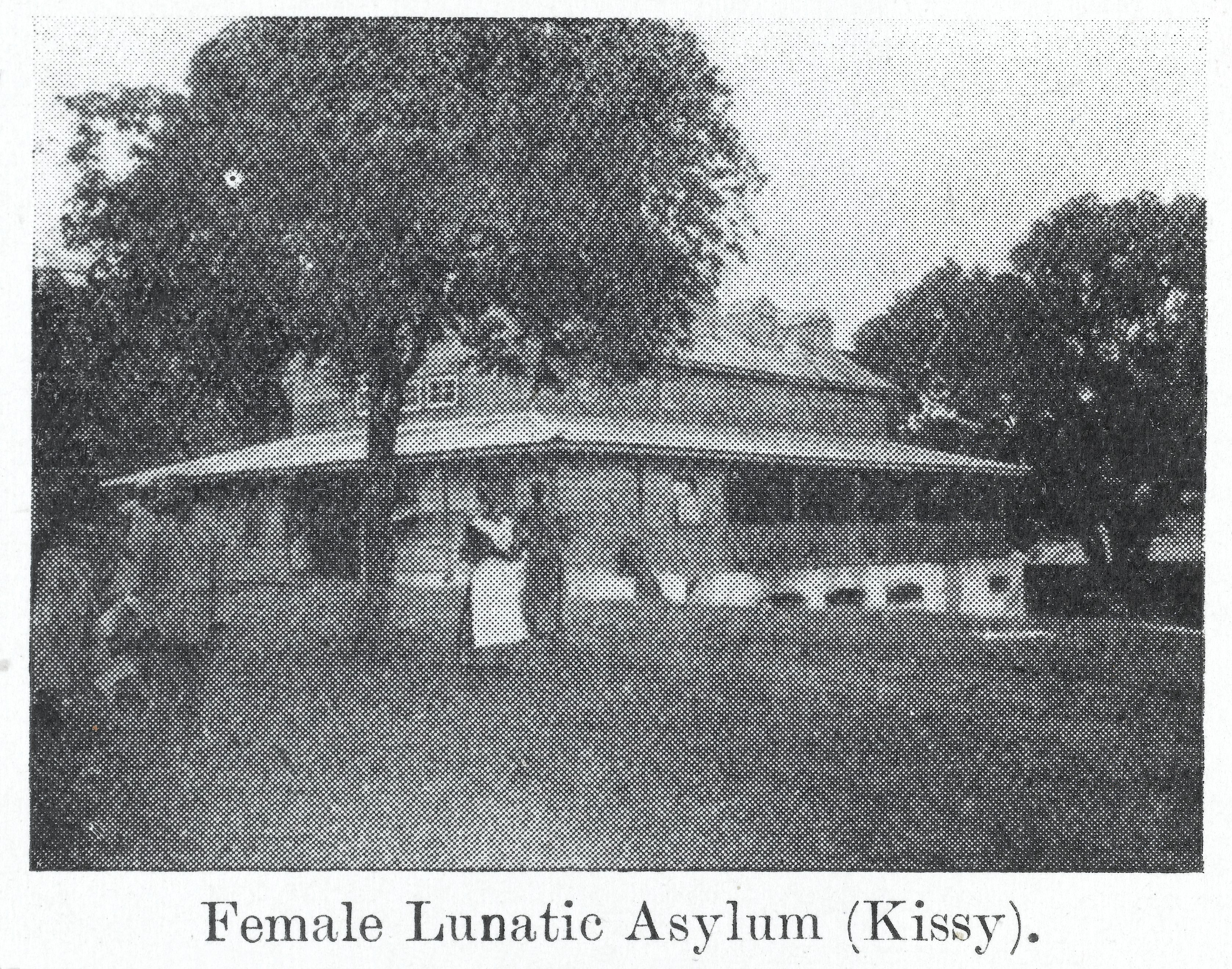
キッシーの精神病アサイラム（女子棟）

キッシーは1816年にイギリス海軍西アフリカ戦隊がフリータウンに建設した集落である。建設の目的は、掌捕した奴隷船からのいわゆる奪還奴隷の居住地とするためであった:28。1820年、植民地時代のサハラ以南アフリカで初となる精神障害者向け施設「精神病アサイラム」（現在のシエラレオネ精神科病院）が設置された。当初は自分自身の面倒を見ることができない精神的および肉体的な疾患を持つ人々を対象とする施設であった:28。この施設は1844年に植民地病院として指定された:28。病院の管轄地域は、イギリスによる植民地支配の拡大とともにイギリス領西アフリカ全域へと拡がった:28。

## フェリー
キッシーの北部にある港からは、タグリン・ポイントまでのフェリーが就航している。タグリン・ポイントではルンギ国際空港行きの送迎タクシーが利用できる。